# 私に嘘をついてみて
『私に嘘をついてみて』（原題：내게 거짓말을 해봐）は、2011年5月9日から2011年6月28日に韓国SBSで放送されたテレビドラマ。全16話。

## あらすじ
国家公務員として働くアジョンは、ジェボムとソランに再会する。結婚など考えたこともなかったアジョンだが、2人につい自分も結婚したと嘘をついてしまう。その相手は有名企業家のヒョン・ギジュンだという噂が広まり大騒ぎになる。ギジュンはサンヒのせいでアジョンと偽装結婚の契約を結ぶことになるが、ギジュンの元婚約者ユンジュが現れる。

## 登場人物
※括弧内は日本語吹替。
- ヒョン・ギジュン：カン・ジファン（桐本琢也）

ワールドグループ代表理事
- コン・アジョン：ユン・ウネ（園崎未恵）

文化体育観光部5級公務員
- ヒョン・サンヒ：ソンジュン（西健亮）

ギジュンの弟
- オ・ユンジュ：チョ・ユニ（楠見藍子）

ギジュンの元恋人、サンヒの友人
- ユ・ソラン：ホン・スヒョン（田村睦心）

アジョンの同級生
- チョン・ジェボム：リュ・スンス

ソランの夫、アジョンの初恋の人、弁護士
- パクマネージャー：パク・チユン

ワールドホテル支配人、ギジュンの友人
- パク・フン：クォン・ユル

ギジュンの秘書

## スタッフ
- 脚本：キム・イェリ、チェ・ユンジョン
- 演出：キム・スリョン、クォン・ヒョクチャン